# غويليم بف
غويليم بف (بالإنجليزية: Gwilym Pugh)‏ هو عارض وموسيقي بريطاني، ولد في 25 مايو 1984 في رغبي في المملكة المتحدة.